# Eric Darius
Eric Darius (3 de diciembre de 1982) es un saxofonista, vocalista, compositor, productor y educador estadounidense.

## Primeros años de vida
Nació en Nueva Jersey de padre de ascendencia haitiana y madre de ascendencia jamaicana. Creció en Tampa, Florida. Nació en una familia de músicos, su padre toca el bajo, su madre y su hermana cantan y su hermano mayor toca la batería y la trompeta. Creció escuchando a Stevie Wonder, Michael Jackson, Earth, Wind and Fire, Marvin Gaye, Al Green, Grover Washington, Jr., David Sanborn, George Benson, Bob Marley. Desarrolló un amor y aprecio por la música a una edad temprana, ya que sus padres lo expusieron a música de muchos géneros. La primera vez que vio a alguien tocando el saxofón fue en la iglesia cuando tenía nueve años. Se enamoró del sonido. Sus padres le compraron un saxofón para su cumpleaños.
Comenzó su carrera como intérprete a la edad de 11 años, cuando se unió y realizó una gira con Sonny LaRosa y la America's Youngest Jazz Band. La banda incluía niños de entre cinco y doce años y realizó giras por todo el mundo, tocando música de Duke Ellington, Count Basie y Louis Armstrong. Mientras actuaba con la banda en el Festival de Jazz de Montreux, decidió seguir una carrera en la música.
A los trece años dejó la banda juvenil y su padre se convirtió en su manager. Comenzó a actuar en Tampa Bay con su propia banda. Cuando era adolescente realizó más de 100 espectáculos al año. Asistió a la Escuela Secundaria de Artes Escénicas Howard W. Blake. En la escuela secundaria participó en música y deportes. Actuó con la banda de jazz de Blake High School en el concurso y festival Essentially Ellington en el Lincoln Center. A los diecisiete años lanzó su primer disco de forma independiente.
Asistió a la Universidad del Sur de Florida en Tampa, donde estudió negocios y música. Estudió jazz bajo la dirección de Chuck Owens y Jack Wilkins y fue miembro del Jazztet de la universidad, que actuó en el Festival de Jazz de Montreaux, el Festival de Jazz del Mar del Norte, el Jazz à Vienne y el Festival de Jazz de Umbría. Durante la universidad, firmó un contrato de grabación con Higher Octave Music.

## Carrera
Su álbum debut Night on the Town fue lanzado en 2004 por Higher Octave y alcanzó el puesto 32 en la lista de álbumes de jazz de la revista Billboard. A esto le siguió Just Getting Started, que alcanzó el puesto 18 (2006), Goin' All Out en el 14 (2008), On a Mission en el 10 (Shanachie, 2010), Retro Forward en el 15 (2014) y Rompiendo a través de los 19 (2018). El sencillo "Goin' All Out" alcanzó el número 1 en la lista de jazz contemporáneo durante la semana del 25 de octubre de 2008 
Su actuación en el Festival JazzTrax de Catalina Island le valió el premio a la Mejor Actuación en Vivo del Año de JazzTrax y el Artista Debut del Año de Smooth Jazz News.

### Discografía
| Título                   | Fecha y sello discográfico                                 | Posición máxima en las listas de Billboard |
| ------------------------ | ---------------------------------------------------------- | ------------------------------------------ |
| Crucero                  | * Publicado: 16 de marzo de 2000. - Sello: Brisa Suave     | –                                          |
| Noche en la ciudad       | * Publicado: 29 de junio de 2004. - Sello: Octava Superior | 32                                         |
| Acaba de empezar         | * Publicado: 7 de marzo de 2006 - Sello: Narada            | 18                                         |
| Haciendo todo lo posible | * Publicado: 24 de junio de 2008 - Sello: Nota Azul        | 14                                         |
| En una misión            | * Publicado: 29 de junio de 2010 - Sello: Shanachie        | 10                                         |
| Retro Adelante           | * Publicado: 11 de noviembre de 2014 - Sello: Shanachie    | 15                                         |
| Rompiendo a través       | * Publicado: 12 de mayo de 2017 - Sello: Sagitario         | 19                                         |